# Pinnixa petersi
Pinnixa petersi is een krabbensoort uit de familie van de Pinnotheridae. De wetenschappelijke naam van de soort is voor het eerst geldig gepubliceerd in 1955 door Bott.